# Krempoli – Ein Platz für wilde Kinder
Krempoli – Ein Platz für wilde Kinder war eine deutsche Fernsehserie für Kinder, die 1975 erstmals ausgestrahlt wurde. Die Regie hatte Michael Verhoeven.

## Handlung
Die Serie spielt in München und handelt von Kindern, die in ihrer Umgebung zunächst keine Spielmöglichkeiten finden. Der freundliche Besitzer eines Sperrmüll-Lagers – von den Kindern später liebevoll „Opa Krempel“ genannt (gespielt von dem damals keineswegs alten Hannes Gromball) – lässt sie auf sein Grundstück und hilft ihnen dabei, eine Art Abenteuerspielplatz aufzubauen. Dieser Ort bekommt den Namen „Krempoli“ (wegen des vielen Krempels, der dort herumliegt) und wird zu einem Lebensmittelpunkt der Kinder. Die Nachbarn sind jedoch spießig und den Behörden ist das Treiben ein Dorn im Auge. So erleben die Kinder allerlei Abenteuer, müssen ihren „Platz für wilde Kinder“ verteidigen, und hecken darüber hinaus allerlei Streiche aus. In der vorletzten Folge wird „Opa Krempel“ verhaftet und in der letzten Folge der Krempoli von Baggern abgerissen.
Während die Erwachsenen größtenteils als egoistisch und trottelig dargestellt werden (mit Ausnahme einiger Sympathieträger), handeln die Kinder untereinander solidarisch und interessieren sich auch für die Bedürfnisse ihrer Umwelt. In ihrer Spontaneität und Kreativität sind sie den Erwachsenen überlegen, so dass sie bei Auseinandersetzungen – trotz vermeintlich schwächerer Position – häufig als Sieger hervorgehen.

## Episoden
| Episoden-Nr. | Titel                                                                        | Deutsche Erstausstrahlung | Sendeanstalt | Spieldauer |
| ------------ | ---------------------------------------------------------------------------- | ------------------------- | ------------ | ---------- |
| 01           | Die Gründung oder: Wie man ein Flugzeug wieder los wird...                   | 05.01.1975                | ARD          | 50 Minuten |
| 02           | Die Feuertaufe oder: Wie man unverhofft nasse Füße und einen Ofen bekommt... | 12.01.1975                | ARD          | 50 Minuten |
| 03           | Scheibenkleister oder: Wie man hinter die Schliche der Erwachsenen kommt...  | 19.01.1975                | ARD          | 50 Minuten |
| 04           | Das Baumhaus oder: Wie spendabel fromme Leute sein können...                 | 26.01.1975                | ARD          | 50 Minuten |
| 05           | Die Explosion oder: Wie aus einem Spiel blutiger Ernst wird...               | 02.02.1975                | ARD          | 50 Minuten |
| 06           | Die Aufsichtsperson oder: Wie eine Sonnenfinsternis ins Auge gehen kann...   | 09.02.1975                | ARD          | 50 Minuten |
| 07           | Der Überfall oder: Wieviel Sechser ein Würfel hat...                         | 16.02.1975                | ARD          | 50 Minuten |
| 08           | Der Wettkampf oder: Wie man ein Radio durch drei teilen kann...              | 23.02.1975                | ARD          | 50 Minuten |
| 09           | Der Unruheherd oder: Warum die Kinder an ihrem Geburtstag zur Welt kommen... | 02.03.1975                | ARD          | 50 Minuten |
| 10           | Theater oder: Warum Bonbons manchmal bitter schmecken...                     | 09.03.1975                | ARD          | 50 Minuten |

## Besetzung
| Schauspieler    | Figur       |
| --------------- | ----------- |
| Hannes Gromball | Opa Krempel |
| Petra Auzinger  | Stefanie    |
| Günter Broda    | Jürgen      |
| Harald Fendt    | Joe         |
| Michael Fischer | Wolfgang    |
| Joachim Kraje   | Dieter      |
| Vedran Mudronja | Mirko       |
| Sandra Olvedi   | Claudia     |
| Willi Pfaff     | Michael     |
| Andreas Rucker  | Oliver      |
| Kurt Rudolph    | Thomas      |
| Albert Urdl     | Peter       |
| Petra Vogt      | Ursel       |
| Gaby Wild       | Monika      |

In durchgehenden Rollen waren daneben Lis Verhoeven (als Mutter von Monika und Claudia), Ivo Vrzal (als Branko) und Monika Madras (als Lehrerin Vicky von Böschenstein) zu sehen. Episodenauftritte hatten unter anderem Melanie Horeschowsky (Folge 2), Peter Steiner (Folge 2), Michael Gahr (Folge 3), Michael Verhoeven (Folge 6), Senta Berger (Folge 6), Friedrich von Thun (Folge 8), Paul Verhoeven (Folge 9), Helmut Fischer (Folge 9) und Willy Schultes (Folge 10).
Die Serie wurde in Italien 1978 mit dem Titel "Rottamopoli" ausgestrahlt.